# Vivac
Vivac ist ein Ort in der Provinz Litoral in Äquatorialguinea.

## Geographie
Der Ort liegt südlich der Stadt Mbini an der Verkehrsroute nach Süden. Im Umkreis liegen die Siedlungen Deogracias, Poto, King und Ncoesi.

## Klima
Nach dem Köppen-Geiger-System zeichnet sich Vivac durch ein tropisches Klima mit der Kurzbezeichnung Am aus.